# Ambulantní pošta

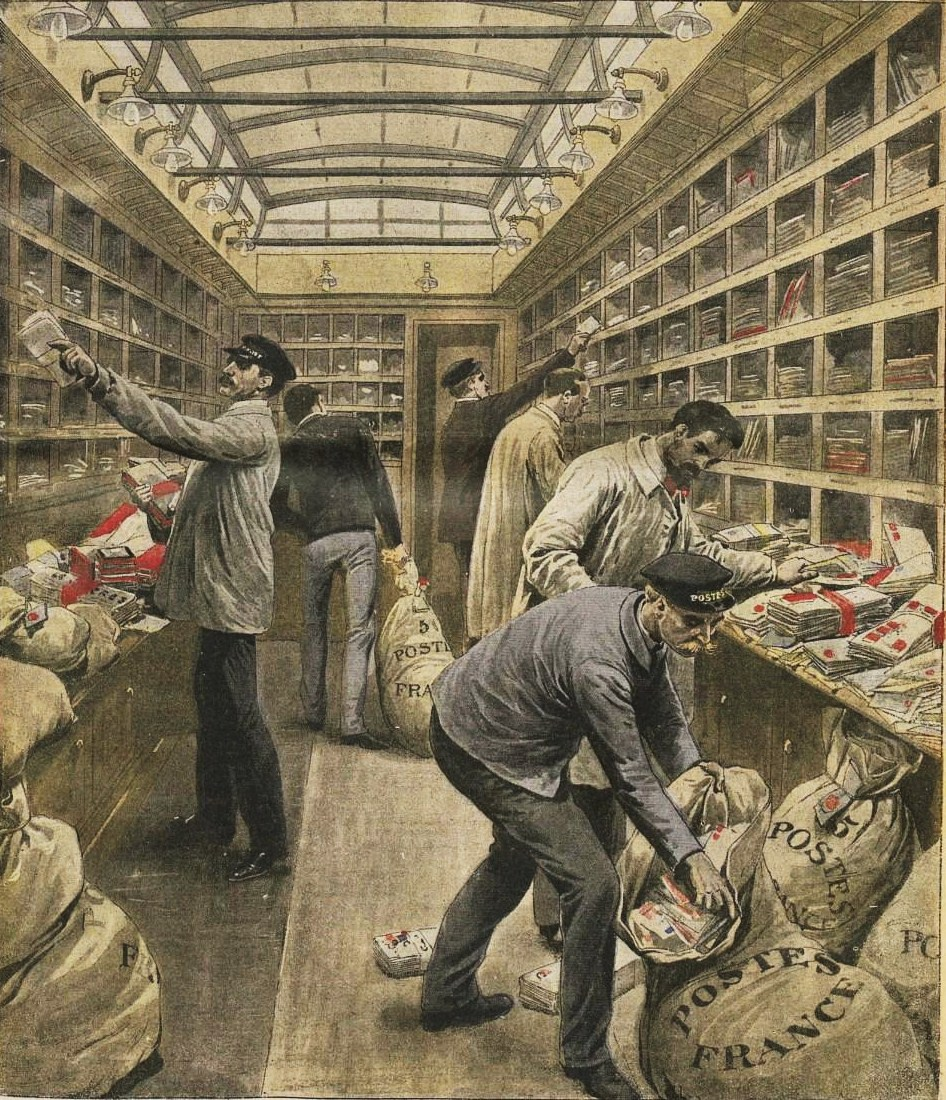
Práce v ambulantní (vlakové) poště (Francie, 1909)

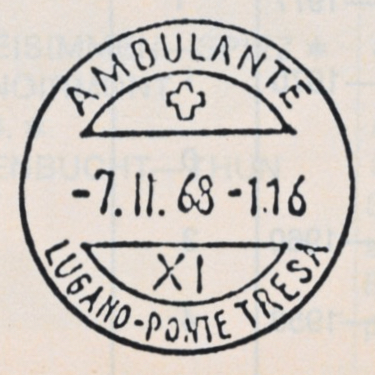
Otisk razítka švýcarské ambulantní (vlakové) pošy Lugano-Ponte Tresa

Ambulantní pošty byly jedním z druhů poštovních kursů. Jednalo se o zařízení (vlaky, letadla, automobily), ve kterých byla doba dopravy využita ke zpracování (třídění) převážených zásilek. S rozvojem automatizace třídění poštovních zásilek postupně došlo k jejich zrušení.

## Druhy ambulantní pošty
Pod pojmem ambulantní pošty se v Československu do roku 1958 rozuměly jen vlakové pošty. V roce 1958 byly ambulantní pošty rozčleněny podle druhu použité dopravy na vlakové pošty, automobilové pošty a letadlové pošty.  V ambulantních poštách pracovníci pošty zpracovávali zásilky všech druhů do závěrů, závěry přijímali a vypravovali. Někdy zajišťovali i jiné druhy poštovních služeb.
Ambulantní pošty  byly postupně rušeny v rozsahu služeb a pak, koncem 20. století  byly zrušeny všechny. Důvodem bylo zavádění zpracování zásilek na výkonných, plně automatizovaných, linkách v třídících střediscích ještě před předáním zásilek do příslušného dopravního prostředku.